# Spermosyllis confusa
Spermosyllis confusa är en ringmaskart som beskrevs av Hartmann-Schröder 1960. Spermosyllis confusa ingår i släktet Spermosyllis och familjen Syllidae. Inga underarter finns listade i Catalogue of Life.